# Siegfried Eberhardt
Siegfried Eberhardt (* 19. März 1883 in Frankfurt am Main; † 29. Juni 1960 in Zwickau) war ein deutscher Geiger.
Er war der Sohn des Violinlehrers und Konzertmeisters Goby Eberhardt (Johann Jakob Eberhardt; 1853–1926), eines Schülers von Friedrich Wilhelm Dietz und August Wilhelmj. Siegfried Eberhardt selbst war Schüler von Bernhard Dessau und Arrigo Serato am Stern’schen Konservatorium in Berlin, an dem er von 1908 bis 1935 unterrichtete. Von 1933 bis 1935 war er Direktor des Konservatoriums. 1935 wurde er entlassen, 1936 aus der Reichsmusik- und Reichsschrifttumskammer ausgeschlossen.
1945 gründete er die Hochschule für Theater und Musik, Halle (Saale), außerdem die Robert Schumann Akademie Zwickau.
Siegfried Eberhardt war Autor mehrerer Bücher, darunter „Der Körper in Form und Hemmung“, „Aufstieg oder Untergang des Violinspiels“. Er beobachtete das Virtuosentum des ausklingenden 19. Jahrhunderts (Joseph Joachim, Eugène Ysaÿe, Pablo de Sarasate, August Wilhelmj, Willy Burmester u. a.) und beschrieb deren Spielweise in goetheanistischer Anschauungsweise. Hervorzuheben war seine Begegnung mit Franz von Vecsey (1893–1935), der sich mit den geigenphilosophischen Schriften Eberhardts auseinandersetzte und diese als wertvoll anerkannte.